# Exdreamers
「exdreamers」（エクスドリーマーズ）は、2025年3月19日に発売された風男塾の36thシングル。

## 概要
メンバーは、柚希関汰、英城凛空、葉崎アラン、天堂太陽、胡桃沢鼓太郎、凰紫丈源、赤星良宗。
寒波襲来の振付は胡桃沢鼓太郎が担当した。

## 収録曲
テイチクレコード公式サイト内の紹介ページによる。

### 初回限定盤A

#### CD
1. exdreamers
  - 作詞：烏屋茶房　/ 作曲・編曲：Uio（SUPA LOVE）
2. 寒波襲来
  - 作詞・作曲・編曲：ここのか
3. A new chapter
  - 作詞：藤原優樹（SUPA LOVE）　/ 作曲・編曲：Uio（SUPA LOVE）

#### DVD
- 「exdreamers」Music Video
- 「exdreamers」Music Video メイキング

### 初回限定盤B

#### CD
1. exdreamers
2. 寒波襲来
3. A new chapter

#### DVD
特典映像 みんなで力を合わせて頑張ろう「わんこそば722」

### 通常盤

#### CD
1. exdreamers
2. 寒波襲来
3. A new chapter
4. exdreamers（Instrumental）
5. 寒波襲来（Instrumental）
6. A new chapter（Instrumental）

#### 封入特典
ランダムトレーディングカード（全7種）